# Podoxymys roraimae
Genre
Espèce
Statut de conservation UICN

 VU D2 : Vulnérable
Podoxymys roraimae est une espèce de rongeurs de la famille des Cricétidés. C'est la seule espèce du genre Podoxymys.